# Johann Caspar Füssli
Johann Caspar Füssli, oppure Johann Kaspar Füssli (Zurigo, 3 gennaio 1706 – Zurigo, 6 maggio 1782), è stato un pittore, disegnatore e scrittore svizzero.

## Biografia

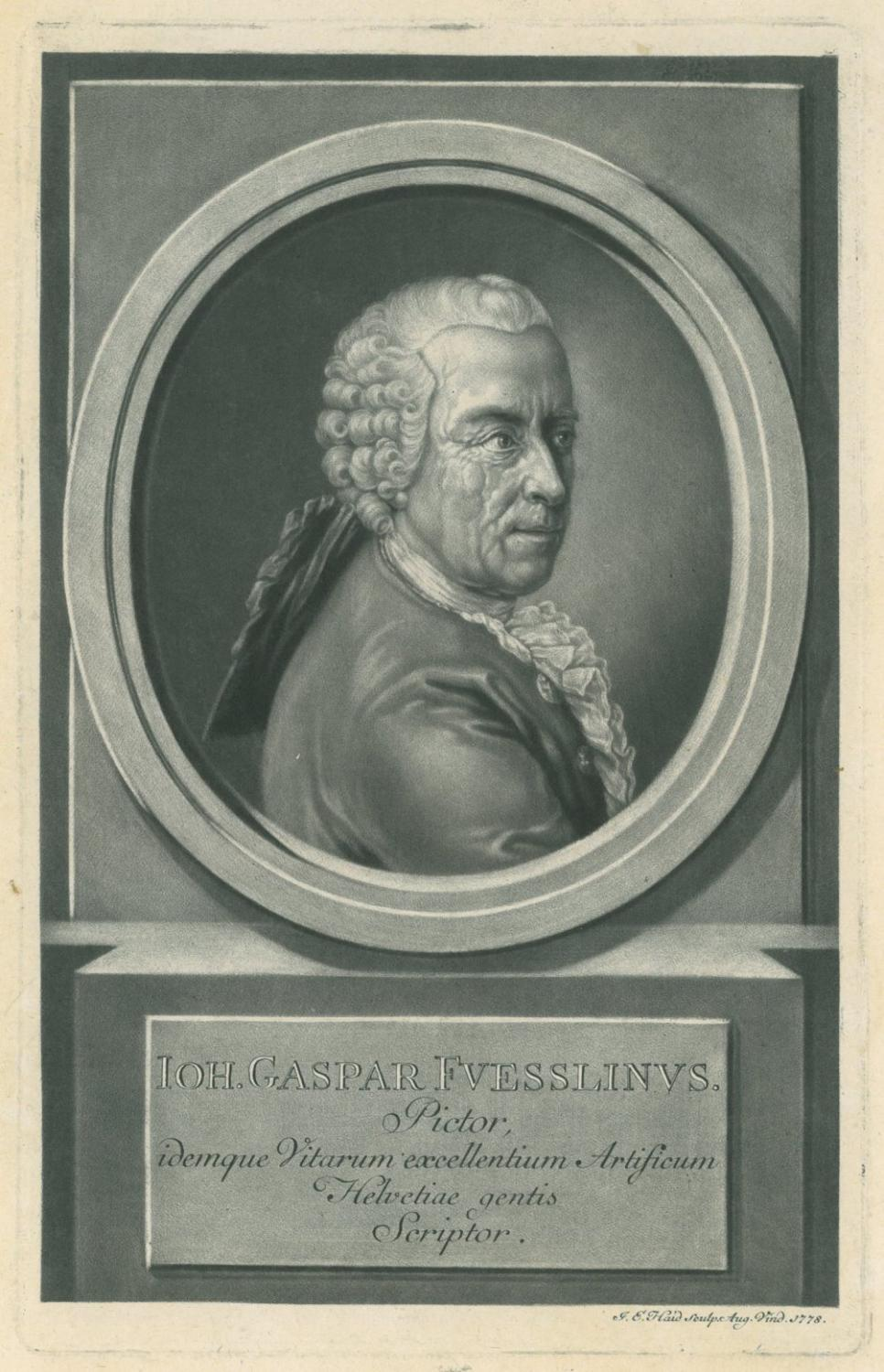
Johann Heinrich Füssli

Fu addestrato da suo padre, Hans Rudolf Füssli, pittore di battaglie e di ambienti marini, poi Füssli studiò a Vienna, dal 1724 al 1731, sotto la guida di D. Gran e M. Meytens, dedicandosi soprattutto al ritratto.
Si distinse, comunque, come illustratore di libri, come ad esempio la Storia dei migliori pittori svizzeri (1755-1757), primo esempio autorevole di una storia dell'arte svizzera, dapprima in tre volumi, poi nella sua opera in cinque volumi Geschichte der besten Künstler in der Schweiz, nebst ihren Bildnissen (1769-1779).
Soggiornò a Düsseldorf, Ludwigsburg, Norimberga dove lavorò come ritrattista, stringendo amicizia con numerosi pittori, anche stranieri; ritornò in patria nel 1740.
Tra il 1757 e il 1764 fu impiegato comunale nella sua città natale.
Füssli era molto impegnato con i suoi libri ed era in stretta amicizia con la pittrice Angelika Kauffmann.
In particolare, i ritratti di Füssli, spesso eseguiti con la tecnica del raschiamento, ma anche altri dipinti e disegni, venivano spesso utilizzati come modelli per le incisioni.
Fu il padre di Johann Heinrich Füssli, che superò il padre come notorietà, oltre che di altri tre figli, anche loro pittori.

## Opere
- Geschichte und Abbildung der besten Mahler in der Schweitz, Zurigo (1755-1757);
- Geschichte der besten Künstler in der Schweiz, nebst ihren Bildnissen. 5 Bände. Orell, Gessner und Comp., Zurigo (1769–1779);
- Leben Georg Philipp Rugendas und Joh. Kupezki, Zurigo (1758);
- Raisonnirende Verzeichniß der vornehmsten Kupferstecher und ihrer Werke, zum Gebrauch der Sammler und Liebhaber. Orell, Gessner, Füsslin und Comp.,
- Zurigo (1771);
- Winkelmann’s Briefe an seine Freunde in der Schweiz, (1778).